# Су-12
Су-12 (Самолёт РК — «разведчик-корректировщик») — прототип советского разведчика-корректировщика, разработанный во время Второй Мировой войны в ОКБ Павла Сухого. Создан для выполнения задач по корректировке артиллерийского огня, авиационной разведки и ведения аэрофотосъемки. На самолёте устанавливалось фотооборудование, обеспечивающее плановое и перспективное фотографирование с больших и малых высот, а также проведение фоторазведки ночью. Построен и испытан один прототип. Серийно не выпускался.

## История
В ноябре 1943 года ОКБ Сухого разработало проект самолёта-корректировщика артиллерии под влиянием немецкого самолета Focke-Wulf Fw 189. Первоначально самолёт имел экипаж из трёх человек и был оснащён двигателями М-62. Финансирование было выделено благодаря вмешательству Главного маршала артиллерии СССР Н. Н. Воронова. Позднее экипаж был увеличен до четырёх человек, а двигатели были заменены на более мощные АШ-82M с мощностью 2100 л.с.
Прототип Су-12 осуществил первый полёт 26 августа 1947 года (лётчик-испытатель Н. Д. Фиксон). Лётные испытания были завершены 30 октября. Из-за проблем с двигателями АШ-82М, было решено заменить их на форсированную версию АШ-82ФМ мощностью 1850 л.с. Но, несмотря на надёжность, оснащение менее мощными двигателями привело к тому, что Су-12 не соответствовал заявленным характеристикам максимальной скорости и практического потолка. 
Су-12 завершил государственные испытания в сентябре 1949 года и было запланировано его серийное производство. Из-за нехватки материалов в СССР, в октябре 1949 года было предложено построить самолёт в Чехословакии. Однако предложение о производстве было отклонено, так как не были выполнены заявленные лётно-технические характеристики. Последующие усилия ОКБ Сухого по обеспечению финансирования и продолжению работ по Су-12 были отклонены и самолет серийно не выпускался.

## Конструкция[4]
Су-12 — цельнометаллический двухмоторный среднеплан с оперением на двух хвостовых балках. Самолет создавался как разведывательно-корректирующий для артиллерии. Все агрегаты самолета были расчленены технологическими разъёмами, для возможности массового серийного производства.
- Фюзеляж — гондола экипажа — состоящая из передней и задней кабин, для улучшения обзора была остеклена спереди и сверху. Для исключения искажения, при фотографировании, передние верхние и нижние стекла были выполнены плоскими. Силовой каркас фюзеляжа состоял из 13 шпангоутов и четырёх лонжеронов. Снизу передняя часть кабины защищалась бронестеклами толщиной 15 мм. В переднюю кабину члены экипажа поднимались через нижний люк, а в заднюю через дверь с левой стороны гондолы. На случай аварийной ситуации были предусмотрены механизмы аварийного сброса двери и люка, а в передней кабине дополнительный верхний люк. При сборке самолета фюзеляж опускался сверху на центроплан и крепился к основному лонжерону при помощи болтов.
- Крыло — состоит из неразъёмного центроплана с двумя мотогондолами и двух консолей. Крыло свободнонесущее цельнометаллическое, трапециевидное в плане. Конструкция однолонжеронная, с работающей металлической обшивкой. Лонжерон проходил через кабину экипажа. Кроме основного лонжерона, имелись вспомогательные — передний и задний. Поперечный силовой набор — нервюры. К заднему лонжерону центроплана крепились щелевые закрылки. В центроплане и мотогондолах размещались мягкие топливные баки. На задней кромке каждой консоли подвешивался разрезной элерон, снабжённый весовой и аэродинамической компенсацией. Элероны имели металлический каркас, который был обтянут полотном.
- Хвостовое оперение — оперение крепилось на хвостовых балках, которые являлись продолжением мотогондол. Каждая балка представляла собой каркас монококовой конструкции с дюралюминиевой обшивкой. Кили с каркасами из стрингеров и нервюр составляли одно целое с хвостовыми балками, а стабилизатор соединял хвостовые балки между собой. Силовой каркас стабилизатора состоял из двух лонжеронов, стрингеров, нервюр и дюралевой обшивки. В нижней части стабилизатора размещался отсек хвостового колеса. Конструкция руля направления и руля высоты аналогичны — силовой каркас состоял из лонжерона, стрингеров и набора нервюр, обшивка полотно. На рулях направления устанавливались управляемые триммеры, на руле высоты управляемый триммер и сервокомпенсатор.
- Шасси — двухстоечное с хвостовым колесом. Основные опоры убирались в мотогондолы, а хвостовое колесо в нишу в стабилизаторе. В убранном положении отсеки шасси закрывались створками. На основных опорах устанавливались тормозные колёса.
- Силовая установка — два поршневых двигателя воздушного охлаждения АШ-82ФН мощностью по 1850 л. с. Воздушные винты четырёхлопастные диаметром 3,6 м. Топливо располагалось в четырёх баках общей ёмкостью 1240 л. Запуск двигателя осуществлялся при помощи сжатого воздуха.
- Система управления — смешанная. Управление рулем высоты и элеронами жёсткое, рулём направления тросовое. Управление триммерами электромеханическое.
- Гидравлическая система — состоит из двух независимых систем — основной и дополнительной. Основная система обеспечивает — уборку и выпуск шасси, закрылков, торможение колёс и управление створками бомболюков. Дополнительная система осуществляла управление кормовой стрелковой установкой. Давление в системе создавалась четырьмя гидронасосами. Рабочая жидкость с системе смесь спирта и глицерина.
- Оборудование — самолет имел полный комплект оборудования, обеспечивающий выполнение задач разведчика-корректировщика на всех высотах до 11000 м, с использованием кислородного оборудования. Радиооборудование обеспечивало двухстороннюю радиосвязь в пределах максимального радиуса действия самолёта. Фотооборудование позволяло производить аэрофотосъемку как днём так и ночью.
- Вооружение — на самолете было три стрелковых установки: неподвижная передняя пушка с боезапасом 100 снарядов, верхняя огневая точка, состоящая из прицельной станции и двух пушек с боезапасом по 200 снарядов и задняя огневая точка с гидравлическим управлением одной пушкой. Все пушки калибром 20 мм. Восемь бомб весом до 100 кг крепились к четырём кассетным держателям по бортам бомбоотсеков, расположенных в хвостовых балках. Бомбы можно было сбрасывать по одной или по две. Створки бомболюков открывались с помощью гидравлики.
- Защита экипажа — экипаж состоял из четырёх человек: летчик, штурман, стрелок-радист верхней огневой точки и стрелок задней огневой точки. Для защиты экипажа использовались бронестекла, стальные листы и броня. Низ передней кабины был застеклён 12 пластинами бронестекла, для защиты летчика и штурмана от осколков зенитных снарядов на полу кабины под летчиком, штурманом и стрелком были стальные листы, а по бортам броневые. Штурмана защищала откидная бронеспинка толщиной 8 мм с 2-х мм стальным экраном. Позади сиденья лётчика имелась бронеспинка из двух плит, а перед стрелком-радистом броневая плита толщиной 12 мм. Задний стрелок был защищён двумя броневыми стёклами толщиной 90 мм и броневой плитой. Общий вес брони на самолёте достигал 450 кг.

## Лётно-технические характеристики
Источник данных: 

Технические характеристики
- Экипаж: 4 чел.
- Длина: 13,05 м
- Размах крыла: 21,57 м
- Высота: 4,26 м
- Площадь крыла: 52,00 м²
- Масса пустого: 7552 кг
- Нормальная взлётная масса: 9510 кг
- Силовая установка: 2 × ПД АШ-82М
- Мощность двигателей: 2 × 2100 л. с.

Лётные характеристики
- Максимальная скорость:  
  - У земли: 460 км/ч
  - В воздухе: 530 км/ч
- Крейсерская скорость: 505 км/ч
- Практическая дальность: 1140 км
- Практический потолок: 11000 м
- Скороподъёмность: 945 м/мин
- Длина разбега: 230 м[2]
- Длина пробега: 320 м[2]

Вооружение
- Стрелково-пушечное:  
  - 1 × 20-мм пушка БТ-20
  - 3 × 20-мм пушки Б-20Э
- Бомбы: 400 кг